# La Cañada (Guerrero)
La cañada es una de las zonas del estado de Guerrero.
Está compuesta por 7 municipios:
Huamuxtitlán, Conhuaxo, Coyahualco, Tlaquiltepec, Xochihuehuetlán, Santa Cruz y Olinalá.
Su clima es semihúmedo.

## Operativos
El Ejército, la Marina y las policías federal y estatal desplegaron el operativo para salvaguardar la seguridad de las poblaciones que contemplan los municipios de Cualac, Tlapa, Huamuxtitlán, Xochihuehuetlán, Alpoyeca y Olinalá.
Despliegan operativo Cañada en Guerrero

## Zona Turística
Uno de los municipios que tiene más zona turística es el municipio de Huamuxtitlán. Ese municipio tiene, pirámides, laguna, varios cerros.

## Clima
Su clima varia, llega haste los 30 grados todo el año, y los 8 grados las noches y mañanas de invierno.
- Datos: Q5962800